# Caecilia isthmica
Caecilia isthmica är en groddjursart som beskrevs av Cope 1877. Caecilia isthmica ingår i släktet Caecilia och familjen Caeciliidae. IUCN kategoriserar arten globalt som otillräckligt studerad. Inga underarter finns listade.